# سرود کیبل هوگ
سرود کیبل هوگ (به انگلیسی: The Ballad of Cable Hogue) فیلمی محصول سال ۱۹۷۰ و به کارگردانی سم پکینپا است. در این فیلم بازیگرانی همچون جیسون روباردز، استلا استیونز، دیوید وارنر، استروتر مارتین، اسلیم پیکنز، ال. کیو. جونز، آر.جی. آرمسترانگ، جین ایوانز، کاتلین فریمن، وان تیلور و جیمز اندرسن ایفای نقش کرده‌اند.

## داستان
حوالی سال ۱۹۰۵، کِیبل هاوگ در بیابان تنها مانده و منتظر شرکایش تاگارت و بوئن است که برای یافتن آب رفته‌اند. آن دو نقشه می‌کشند تا آب باقیمانده را برای نجات خودشان بردارند. کیبل که در دفاع از خود تردید دارد، خلع سلاح شده و در بیابان رها می‌شود تا بمیرد.
پس از چهار روز تحمل طوفان‌های شن و گرمای سوزان، در آستانه مرگ، به گودالی گل‌آلود می‌رسد. با حفر زمین، منبعی غنی از آب پیدا می‌کند. وقتی می‌فهمد این چشمه تنها منبع آب بین دو شهر در مسیر دلیجان‌هاست، تصمیم می‌گیرد آنجا بماند و کسب‌وکار راه بیندازد.
اولین مشتری او کشیش دوره‌گردی به نام جاشوا دانکن اسلون است که به مالکیت کیبل بر چشمه شک می‌کند. کیبل به شهر مرده‌سگ (Dead Dog) می‌رود تا سند زمین را ثبت کند. با تمسخر مردم روبرو می‌شود اما دو هکتار اطراف چشمه را می‌خرد. پس از گرفتن وام ۱۰۰ دلاری از بانک، به فکر تفریح می‌افتد و به دیدار هیلدی، روسپی سالن شهر می‌رود. رابطه‌شان صمیمی می‌شود اما کیبل ناگهان به یاد نشانه‌گذاری مرزهایش می‌افتد و می‌رود.
کیبل و جاشوا با هم "چشمه‌های کیبل" را راه می‌اندازند. کسب‌وکار رونق می‌گیرد و مسافران متمدن را با واقعیت‌های زندگی مرزی شوکه می‌کنند. هیلدی پس از اخراج از شهر به کیبل می‌پیوندد و سه هفته عاشقانه با هم می‌مانند. پس از رفتن هیلدی به سانفرانسیسکو، جاشوا هم پس از ماجرایی با زنی متأهل، چشمه را ترک می‌کند.
روزی تاگارت و بوئن با دلیجان می‌رسند. کیبل طعمه می‌گذارد و وقتی برای دزدیدن پول‌هایش برمی‌گردند، با انداختن مار زنگی به چاله‌شان، آنها را شکست می‌دهد. تاگارت که فکر می‌کند کیبل باز هم تردید خواهد کرد، به اسلحه اش می‌زند اما کیبل او را می‌کشد.
با ظهور خودروهای جدید، دوران چشمه‌های کیبل به پایان می‌رسد. وقتی خودرویی بدون توقف از کنار چشمه رد می‌شود، کیبل می‌گوید: "بدون توقف رد شدند... خب این مشکل نسل بعدیه." او چشمه را به بوئن می‌بخشد و قصد پیوستن به هیلدی در سانفرانسیسکو را دارد.
در لحظه عزیمت، هیلدی با خودرویی مجلل می‌رسد. حالا زنی ثروتمند است (پس از مرگ شوهر پولدارش) و از کیبل می‌خواهد با او به نیواورلئان برود. کیبل موافقت می‌کند اما هنگام بار زدن وسایل، تصادفاً ترمز خودرو رها می‌شود و ماشین روی او می‌رود.
جاشوا با موتورسیکلتی سیاه می‌رسد و در لحظات آخر کیبل، مرثیه‌ای برایش می‌خواند. در مراسم تدفین، همه برای کیبل و عصری که نماینده آن بود سوگواری می‌کنند. دلیجان و خودرو در دو جهت مخالف حرکت می‌کنند. در پایان، کایوتی (شغال) با قلاده‌ای به چشمه‌های متروکه کیبل می‌آید - شاید نمادی از رام شدن طبیعت وحشی.